# Torre del Cap Andritxol
La Torre del Cap Andritxol (popularment Torre des Cap Andritxol) és una torre de guaita situada al Cap Andritxol, a la partió dels termes de Calvià i Andratx (Mallorca), a 180 metres sobre el nivell del mar. Està declarada Bé d'Interès Cultural.
Formava part d'un extens sistema de vigilància i senyalització de tota la costa mallorquina per combatre la pirateria, en el qual contribuïa com a torre de senyals, connectada amb la torre de na Pòpia i la de Malgrats.

## Descripció

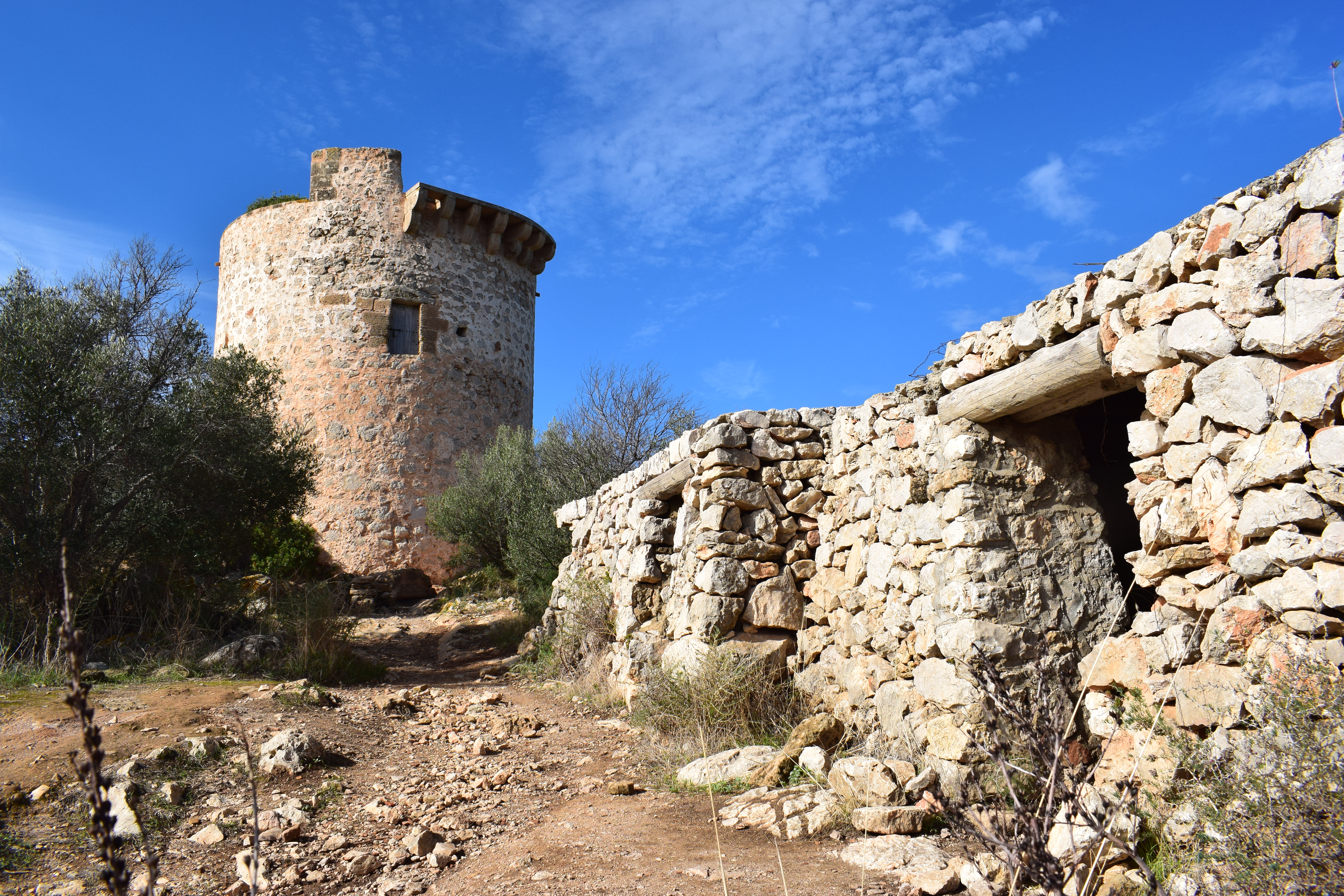
Vista de la torre i la caseta

És una torre de tipus cilíndric sense repeu, d'uns 6,7 m de diàmetre i construïda amb pedra i morter de calç. La cambra principal té coberta amb volta de maçoneria i travada amb morter, i s'hi accedeix a través d'un portal situat a 4 m d'alçada amb una escala de braó. A la cambra hi ha una fornícula, quatre espilleres i una escala que puja fins al terrat.
El 2002 va patir una restauració que, a més de reparar els danys causats pel pas del temps, també modificà elements arquitectònics. Actualment, el terrat presenta dues canoneres i un parapet a barbeta, amb una volada de tir sostenguda per set permòdols de marès tallat. En la restauració es van restituir peces del matacà i es va suplementar l'alçada dels murets superiors amb planxes d'acer patinable, actuació discutida perquè es tracta d'un material aliè a la torre.

## Història
Va ser construïda el 1582 en terrenys de Son Fortuny (propietat del marquès de la Romana) per conformar el perímetre de vigilància de la costa mallorquina; de tota manera, el 1621, en una restauració que s'hagué de fer, s'aprofità per rebaixar el parapet amb la finalitat de poder-hi col·locar una peça d'artilleria. Això permetia defensar Peguera, creuant focs amb el Castellot de Santa Ponça, i el Camp de Mar.
Amb l'erradicació de la pirateria barbaresca a començament del segle xix, la seva utilitat decaigué, i es trobava en mal estat de conservació. El 1867, l'Estat la va subhastar. El 1998 la comprà la model alemanya Claudia Schiffer, que la restaurà el 2002.